# Aleksander Tansman
Aleksander Tansman, també conegut amb la forma francesa del nom, Alexandre Tansman, (Łódź, 12 de juny de 1897 – París, 15 de novembre de 1986) fou un compositor polonès i un virtuós pianista.
Va residir els primers anys a Polònia, però també va viure a França durant molts anys. La seva música és principalment neoclàssica, en la qual queda dibuixada l'herència musical jueva i polonesa conjuntament amb les influències franceses.

## Biografia
Els seus primers anys els va passar a la seva Polònia natal, quan el territori encara era de l'Imperi Rus dels tsars. Les primeres lliçons musicals les va rebre de ben petit de la seva mare, que era pianista aficionada. A l'edat d'onze anys va ingressar en el Conservatori de Łódź, on va estudiar composició i piano. L'any 1914 va iniciar els estudis de Dret a la Universitat de Varsòvia i es va graduar en el 1918. Un any després (1919) va marxar a França, on va residir tota la seva vida, excepte el període de la Segona Guerra Mundial. A París va conèixer a Maurice Ravel i va cultivar l'amistat amb altres músics estrangers, com Martinů i Andrés Segovia, el qual li va dedicar i compondre diverses obres de guitarra. En aquest període abans d'esclatar la Segona Guerra Mundial va fer de professor en la capital francesa, tenint entre els seus alumnes l'anglès Edward Lockspeiser.
A causa de l'inici de la Segona Guerra Mundial i la persecució dels jueus pels nazis, es va veure obligat a fugir de França, amb la seva família, per tal de refugiar-se als Estats Units, on va establir una gran amistat amb Stravinski i va escriure dues simfonies -una de les quals dedicada als morts en la batalla, In Memoriam pels morts per França- i música per a cinema en col·laboració amb realitzadors com Julien Duvivier, Fritz Lang i Dudley Nichols. També es va interessar pel jazz i va conèixer a grans músics com Duke Ellington.
L'any 1946 va tornar a París després de la Guerra. Va ser en aquest període on va aconseguir la seva maduresa com a compositor, ja que va ser reconegut internacionalment, les seves obres van ser interpretades per nombroses orquestres i va realitzar diverses gires per països com Polònia, Espanya, Alemanya, Itàlia, Bèlgica, Holanda i Israel. L'any que va morir (1986) va ser nomenat Doctor Honoris Causa per l'Acadèmia de Música de Lods, la seva ciutat natal. I a França, li van concedir l'Ordre de les Arts i les Lletres abans de la seva mort.

## Música
Tansman no només va ser un compositor internacionalment reconegut, sinó que va ser un virtuós pianista. Durant els anys 1932-33, va tocar per unes àmplies audiències entre les quals destaquen l'Emperador Hirohito del Japó i Mahatma Gandhi. Va ser guardonat com un dels músics polonesos més importants. Més tard, va realitzar cinc concerts als Estats Units, sota la batuta de Serge Koussevitzky i amb l'Orquestra Simfònica de Boston, i també diversos concerts de piano a França com a sòlid intèrpret.
El seu estil neoclàssic francès adopta una escriptura cromàtica i politonal a vegades, però que queda ampliat amb les harmonies derivades de Ravel i comparat amb Skriabin en el tractament de la tonalitat.

## Obres seleccionades
Música per a orquestra
- 9 simfonies (1917, 1926, Symphonie concertante 1931, 1939, 1942, In memoriam 1944, Lyrique 1944, Musique pour orchestre 1948, 1957-8)
- Concert per a orquestra (1955)
- Les dix commandaments (1979)

Música de cambra
9 quartets de corda i diverses obres per altres formacions instrumentals (de duos fins a octets).
Obres per a piano
Unes 100 composicions, entre les quals trobem sonates, balades, masurques, preludis i suites.
Obres per a guitarra
- Cavatina
- Suite in modo Polonico (1962)

Obres per cor i orquestra
Òpera
Oratori simfònic Isaïe le prophète, estrena mundial pel director Daniel Raiskin.
Música de pel·lícules